# Ouled Bou Aoun
 (juillet 2025).
Motif : Même chose que Ouled Aoun ?
- Archive Wikiwix
- Bing
- Cairn
- DuckDuckGo
- E. Universalis
- Gallica
- Google
- G. Books
- G. News
- G. Scholar
- Persée
- Qwant
- (zh) Baidu
- (ru) Yandex
- (wd) trouver des œuvres sur Wikidata

| 1. | Préciser le motif de la pose du bandeau. | Précisez le motif de la pose du bandeau en utilisant la syntaxe suivante : {{admissibilité à vérifier\|date=juillet 2025\|motif=remplacez ce texte par le motif}}                   |
| 2. | Informer les utilisateurs concernés.     | Pensez à avertir le créateur de l'article, par exemple, en insérant le code ci-dessous sur sa page de discussion : {{subst:avertissement admissibilité à vérifier\|Ouled Bou Aoun}} |

Les Ouled Bou Aoun sont une tribus chaouis dont le territoire est compris dans le montagne du Belezema en Algerie et dans sa plaine. 
Elle comprend neuf Douars : Boughezel, Ouled Mohammed Ben Ferroudj, Zana, Ouled Mehenna, Cheddi, EL Ksar dont les trois plus important Ouled El Ma, Merouana et Ouled Fathma,,.